# Tahuata (Gemeinde)

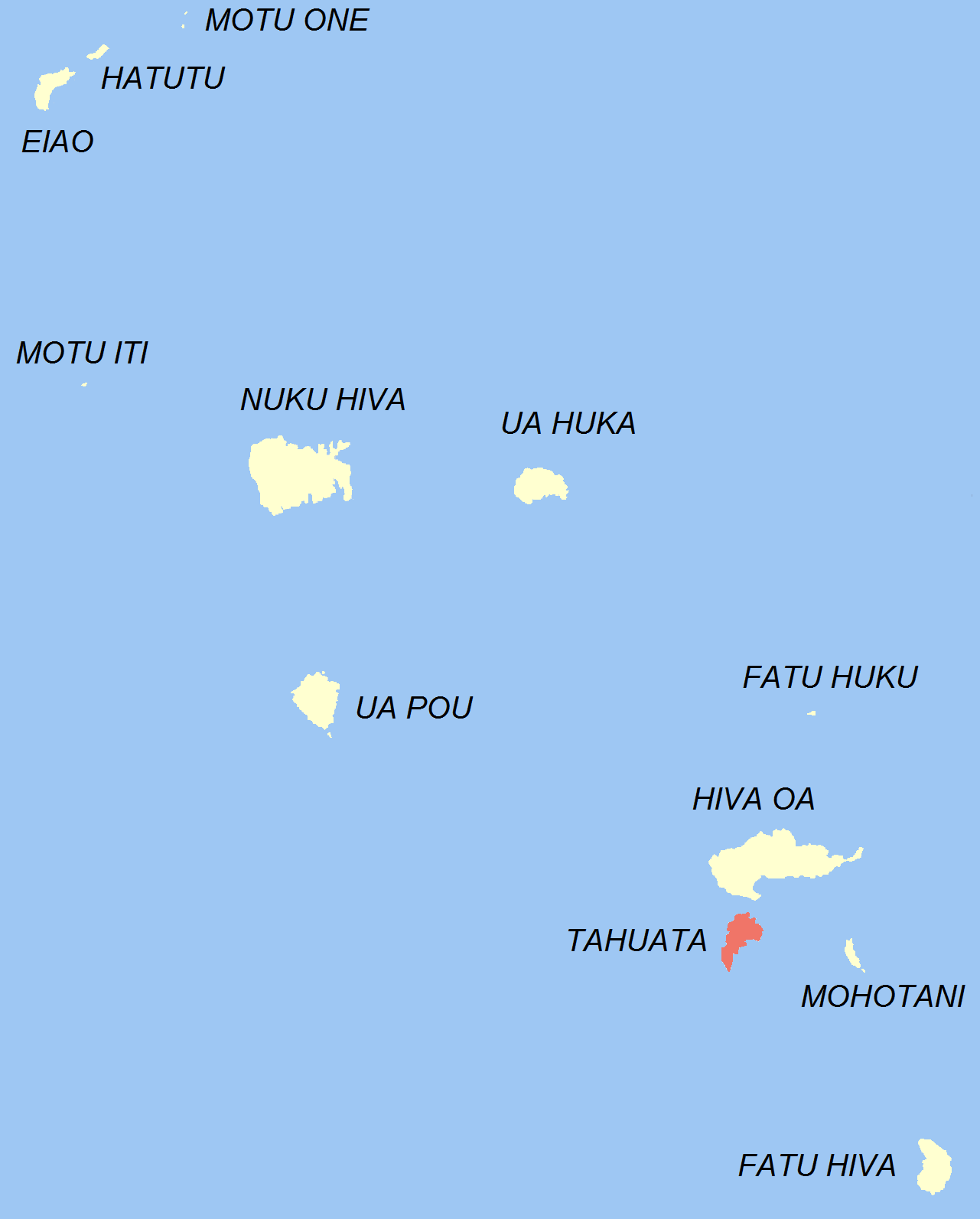
Lage der Gemeinde Tahuata innerhalb der Marquesas

Tahuata ist eine Gemeinde in den Marquesas in Französisch-Polynesien. Sie umfasst die gleichnamige Insel im Pazifischen Ozean, südlich von Hiva Oa. Sie umfasst 69 km². Der höchste Punkt befindet sich auf 1050 m. ü. M. Im Jahr 2022 wurden 595 Einwohner gezählt.